# Кондензация (химия)
Кондензационна реакция е названието на няколко органични реакции на прибавяне, които обикновено протичат на стъпки, за да образуват продукта на прибавяне, често в равновесие, и водна молекула. Реакцията иначе може да включва функционалните групи на молекулата и образуването на малка молекула – амоняк, етанол или оцетна киселина вместо вода. Това е универсален клас реакции, които могат да възникнат в киселинни или основни условия или в присъствието на катализатор. Този клас реакции представлява жизненоважна част от живота, тъй като е от съществено значение за образуването на пептидни връзки между аминокиселините и синтеза на мастни киселини. Съществуват много вариации на реакции на кондензация.

## Видове
Кондензационните реакции могат да бъдат разделени на два основни типа:
- Реакции на заместване. В процеса на взаимодействие на реагентите, атомите или техните групи се заменят с образуването на проста молекула:

{\displaystyle {\ce {-{\underset {|}{\overset {|}{C}}}-X{}+-{\underset {|}{\overset {|}{C}}}-Y->[{\ce {-XY}}]-{\underset {|}{\overset {|}{C}}}-{\underset {|}{\overset {|}{C}}}-}}}
Водород, хидроксилна група, органични радикали, халогени и други групи от атоми могат да бъдат X и Y. Водата, неорганичните соли и халогенидите на водорода могат да действат като разцепваща се молекула. Тази група реакции включва кротонови кондензации, реакцията на Фридел – Крафтс и редица подобни.
- Реакции на добавяне. По време на този тип реакция към органичната молекула се свързва друга органична молекула чрез множество връзки:

{\displaystyle {\ce {-{\underset {|}{\overset {|}{C}}}-H{}+{\underset {|}{\overset {|}{C}}}=R->-{\underset {|}{\overset {|}{C}}}-{\underset {|}{\overset {|}{C}}}-RH}}}
Тази група реакции включва например кондензацията на Алдол и реакцията на Дилс – Алдер.